# Municipio de Lee (condado de Norman)
El municipio de Lee (en inglés: Lee Township) es un municipio ubicado en el condado de Norman en el estado estadounidense de Minnesota. En el año 2010 tenía una población de 128 habitantes y una densidad poblacional de 1,24 personas por km².

## Geografía
El municipio de Lee se encuentra ubicado en las coordenadas 47°12′6″N 96°45′58″O / 47.20167, -96.76611. Según la Oficina del Censo de los Estados Unidos, el municipio tiene una superficie total de 102.93 km², de la cual 101,85 km² corresponden a tierra firme y (1,05 %) 1,08 km² es agua.

## Demografía
Según el censo de 2010, había 128 personas residiendo en el municipio de Lee. La densidad de población era de 1,24 hab./km². De los 128 habitantes, el municipio de Lee estaba compuesto por el 95,31 % blancos, el 0,78 % eran asiáticos y el 3,91 % eran de una mezcla de razas. Del total de la población el 0 % eran hispanos o latinos de cualquier raza.